# Markus Fagervall
Eino Markus Fagervall, född 5 oktober 1982 i Jukkasjärvi, är en svensk sångare. Han vann Idol 2006 och Stjärnor på is 2008.

## Familj
Fagervall, som från sju års ålder växte upp i Övertorneå, är son till Gunnar och Riitta Fagervall och har tre syskon. Han är kusin med ishockeytränaren Joakim Fagervall och släkt med en sverigefinsk musiker: Markus Krunegård. Modern är från Finland och hans far från svenska Tornedalen. Markus Fagervall kan därför räknas som svensk och tornedaling. Han talar flytande finska och meänkieli (tornedalsfinska). Sedan 2015 är han gift med Emma Fagervall, född Kjos.

## Musikkarriär
År 2001 lade han en ishockeykarriär på hyllan och gick musikgymnasiet i Boden för att kunna prioritera musiken. Markus var för övrigt med i TV-pucken för Norrbotten 1997. Därefter studerade han på Musikhögskolan i Piteå.

### 2006–2007
Markus Fagervall var sångare i indierock-bandet Liquid Napkin tillsammans med elever på musikgymnasiet. De bytte snart namn till Liquid Scarlet som släppt två album och en EP på svenska Progress Records. Han sökte till Idol 2006 i Stockholm, och vann finalen den 1 december. Därmed fick han släppa singeln Everything Changes av Jörgen Elofsson, där det även gjordes en musikvideo till låten. Fagervall har också gjort en musikvideo till låten For Once, som finns på albumet, men någon singel på låten har inte släppts. Albumet, som hette Echo Heart, fick ljumma recensioner. Under våren 2007 turnerade han ensam landet runt.
Under sommaren 2007 turnerade han även med Svensk sommar-gänget som bestod av honom själv, Marie Lindberg, Nisse Hellberg och The Refreshments.
Enligt en tidningsuppgift i december 2007 saknade Fagervall skivkontrakt. Enligt honom själv var det ett ömsesidigt beslut av honom och Sony BMG att säga upp kontraktet. Markus Fagervall sa att det kändes bra och att han ville arbeta med ett skivbolag som gav honom den tid och det utrymme han behövde. Sony BMG ville att Fagervall skulle släppa sitt andra album redan hösten 2007 samtidigt som han turnerade flitigt.

### 2008–2010
Den 30 augusti 2008 framförde Markus Fagervall nya singeln If You Don't Mean It på Sommarkrysset. Låten är en cover som ursprungligen gjordes av Dean Geyer, som kom på tredje plats i australiensiska Idol 2006.
Fagervalls andra album släpptes 15 oktober 2008 och heter Steal My Melody. Han själv har varit delaktig i större delen av låtarna. Även denna skiva fick dåligt betyg från tidningarna. Carl Cato/TT skrev: "Nu vore det bra om han åkte ur tävlingen så han fick tid att fundera över varför han ville göra musik från första början. Hans nya skiva ger inget svar på den frågan."
Denn 6 december 2008 vann Markus Fagervall och hans isdanspartner Johanna Götesson Stjärnor på is i TV4. Han har alltså vunnit båda TV-tävlingarna han har medverkat i - Idol (2006) och Stjärnor på is (2008).
Fagervall spelade under hösten 2010 på Maximteatern, ihop med bland andra Louise Hoffsten, Freddie Wadling, Conny Bloom under namnet "Club27", en hyllning till artister som gått bort när de varit 27 år gamla; bland andra Kurt Cobain, Janis Joplin med flera.

## Medverkan iIdol 2006
| Etapp          | Låttitel                                                        | Originalartist      | Tema                           |
| -------------- | --------------------------------------------------------------- | ------------------- | ------------------------------ |
| Audition       | Red                                                             | Elbow               | Eget val                       |
| Slutaudition   | (Everything I Do) I Do It For You                               | Bryan Adams         | Duett (med Linda Seppänen)     |
| Kval           | Iris                                                            | Goo Goo Dolls       | Eget val                       |
| Final 1        | Fly Away                                                        | Lenny Kravitz       | Min Idol                       |
| Final 2        | Balladen om herr Fredrik Åkare och den söta fröken Cecilia Lind | Cornelis Vreeswijk  | Svenska Hits                   |
| Final 3        | She Will Be Loved                                               | Maroon5             | Hits från 2000-talet           |
| Final 4        | Are You Gonna Go My Way                                         | Lenny Kravitz       | Rock                           |
| Final 5        | Pride (in the name of love)                                     | U2                  | Favoriter från Audition-turnén |
| Final 6        | Don't Look Back In Anger                                        | Oasis               | Unplugged                      |
| Final 7 (I)    | What's Going On                                                 | Marvin Gaye         | Motown                         |
| Final 7 (II)   | Ain't Too Proud To Beg                                          | The Temptations     | Motown                         |
| Final 8 (I)    | The Lady In Red                                                 | Chris de Burgh      | Kärlek                         |
| Final 8 (II)   | Everybody Hurts                                                 | R.E.M.              | Kärlek                         |
| Final 9 (I)    | Come Undone                                                     | Robbie Williams     | Juryns val                     |
| Final 9 (II)   | Bridge Over Troubled Water                                      | Simon and Garfunkel | Juryns val                     |
| Final 10 (I)   | Fix You                                                         | Coldplay            | Eget Val                       |
| Final 10 (II)  | Pride (in the name of love)                                     | U2                  | Tittarnas Val                  |
| Final 10 (III) | Everything Changes                                              | Jörgen Elofsson     | Vinnarlåten                    |

## Diskografi

### Album
- 2002 – Liquid Napkin (demo) "just like you"
- Mars 2004 – Liquid Scarlet (med Liquid Scarlet)
- 26 september 2005 – II (med Liquid Scarlet)
- 16 november 2006 – Det bästa från Idol 2006 PLATINUM
- 18 december 2006 – Echo Heart (#1) 2 x PLATINUM
- 15 oktober 2008 – Steal my melody (#2)

### Singlar
- 2005 – Killer Couple Strikes Again (EP med Liquid Scarlett)
- 27 november 2006 – She Will Be Loved (cover på Maroon 5) #36
- 4 december 2006 – Everything Changes (#1) PLATINUM
- 10 september 2008 – If You Don't Mean It